# アンドレ・ドーシェ

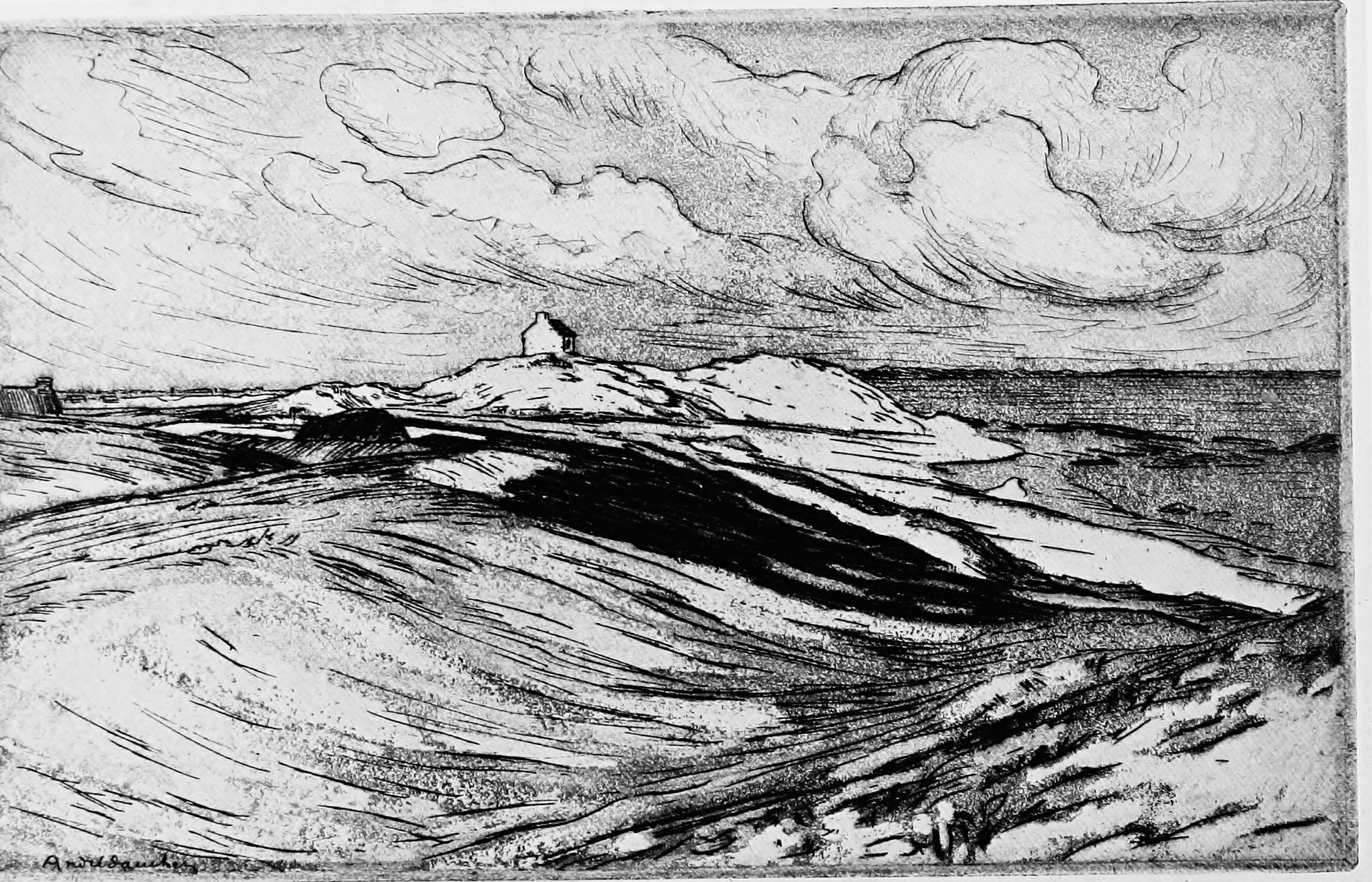
銅版画

アンドレ・ドーシェ（André Dauchez、1870年5月17日 - 1948年5月15日）はフランスの画家。

## 生涯
1870年5月17日、弁護士の息子としてパリに生まれる。銅版画を学んだ後1887年から1890年までアカデミー派画家であったリュック＝オリヴィエ・メルソン（1846年-1920年）のアトリエに通ったもののほぼ独学。
ドーシェ家は1890年からブルターニュ地方南西部のベノデで夏期休暇を過ごしていたためドーシェは同地方の自然に愛着を抱き、ブルターニュの海岸沿い風景が彼の中心画題となった。1890年にはやはり画家だった姉のジャンヌ・ドーシェ（1869年-1949年）が画家のリュシアン・シモン（1861年-1945年）と結婚、シモンはベノデに近いケルガイットのドーシェ家の別荘に滞在し、ドーシェはシモンを通じてシャルル・コッテ（1863年-1925年）、エミール＝ルネ・メナール（1862年-1930年）らブルターニュ風景画の画家グループである「バンド・ノワール」のメンバーと交流する。
1887年、公式サロンである仏芸術家サロンに銅版画を出品して画壇にデビューし、1894年、サロン・ナシオナルに初出品、1896年には同サロンの正式会員に迎えられて、以後同サロンを活動の本拠とし1938年には会長に就任した。同サロンはかつてピエール・ピュヴィス・ド・シャヴァンヌやウジェーヌ・カリエールらが会長を務め、ややリベラルな傾向を示していた。1938年フランス学士院会員となる。
ピッツバーグ、ミュンヘン、ブダペスト、ブリュッセル、バルセロナでも作品を展示。1948年5月15日にパリで死去した。

## 作品
銅版画、油彩画の他、水彩画、パステル画、デッサンを手掛け、風景画、海洋画を中心にブルターニュ風俗画、挿画など多彩なジャンルで活動した。ポン・タヴァン派、ナビ派とほぼ同世代だが、より穏健で伝統的な作風を示す。
ドーシェが属した「バンド・ノワール（黒色組）」の名は、グループの中心であったコッテの暗めの作風に由来するが、ドーシェの風景画はより明るい色調を基調としている。メランコリックな象徴主義風の作品も存在する。挿絵では洒脱な語り手としての才能も示している。

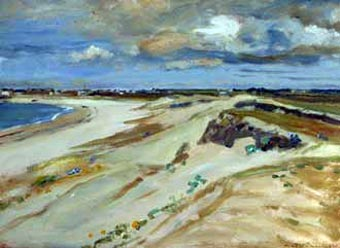
砂丘と海岸(1906)
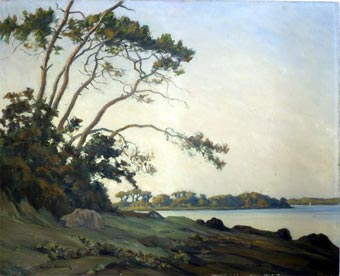
コンブリの入り江(1935)
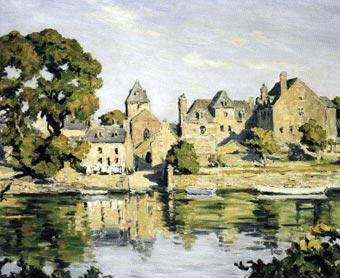
ロクマニア（カンペール）
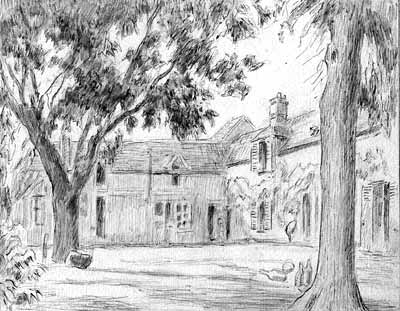

### 日本所蔵の作品
東京の国立西洋美術館は、油彩画「樹と流れ」、銅版画「ブルターニュ風景」の2点を所蔵しているが、現在常設展示外。岡山県倉敷市の大原美術館は油彩画「風景」を所蔵、常設展示している。
国立西洋美術館所蔵作品は松方コレクションに由来し、同コレクションにはコッテ29点、シモン7点が含まれる。大原美術館所蔵作品は大原コレクションの一つで、同コレクションはコッテ5点とシモン1点を含む。
戦前の日本の収集家が、印象派や前衛のアンリ・マティスに加え、よりアカデミックで折衷的作風の「バンド・ノワール」にも強い関心を示していたことが窺われる。なお官学派の堅実な作風を理想とし、印象派やマティスへの反発を隠さなかった鹿子木孟郎（1874年-1941年）はメナールと交流があり、ブルターニュで製作を行った。